# 刈払機

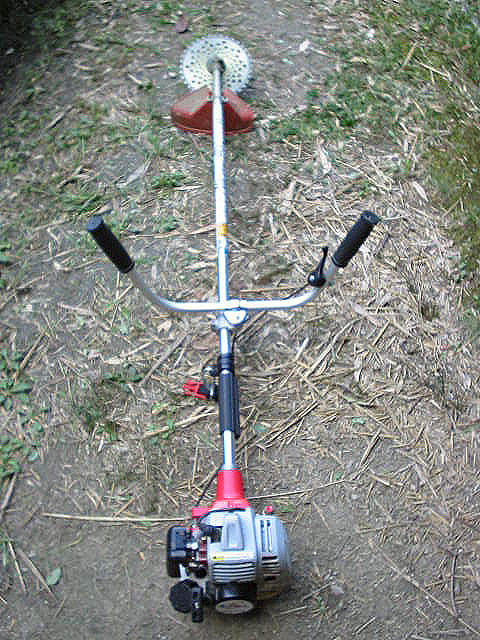
両手ハンドル式刈払機

刈払機（かりはらいき、苅払機）とは、草や小径木を刈払うための機械のこと。草刈機（くさかりき）またはブッシュとも呼ばれることがあるが、この場合は草刈りに力点を置いているので、刈払機とは全く同義ではない。草刈り専用機では、山林の下草刈りを行うほどの能力がない。
構造は原動機、シャフト、回転鋸からなり、操作者は、シャフトに固定されたハンドルを操作して刈払いを行う。引用写真の右手部分の黒いレバーがスロットルになっており、これを調節することでエンジンの回転数（刃の回転数）を調節する。エンジン式では、ドライブシャフトとの間に遠心式のクラッチがあり、始動・アイドル時などの歯の無用な回転を防ぎ、草噛みなどによる歯の停止にも備えている。
誰でも使用出来るが、操作に当たっては刈払機取扱作業者の資格を有することが望ましい。なお、林業や造園業など日本で業務として刈払機を用いる場合には、安全衛生教育を受講していない場合、労働安全衛生法違反となる。

## 動力
家庭の小作業には電動機、水田の畦や道路脇などの草刈りには小型エンジンを動力とした刈払機が用いられる。エンジン式の場合、重量を軽減し、始動性を確保するため、長らく2ストロークエンジンが用いられてきたが、近年では環境保護の観点から、発生する排気ガス中の有害物質がより少ない4ストロークエンジンのもの（特にホンダやマキタ、新ダイワ工業）も増加している。また静音性から、ニカド蓄電池やリチウムイオン二次電池を電源とした電動草刈機も発売されているが、刈払能力と連続作業時間は制限される。
また、エンジン式には、リチウムイオン電池を用いたセルフスターターを搭載するものも存在する（ハスクバーナ・ゼノアのエンジン刈払機の一部）。

## 構造による区分
刈払機の外見的構造から見た区分：
- 背負式刈払機 - 背中部分にエンジンを背負う。
- 両手ハンドル式刈払機 - 写真のようなハンドルが付いた機種。平地での雑草刈り。
- 片手ハンドル式刈払機 - コンパクトな小さめのハンドルが付いた機種。傾斜地・山地などでの雑草刈り。

背負い式以外では、着脱式のハンドルを交換する事で、作業姿勢や操作感を変えることができる。

## 回転鋸（刃）
ナイロン紐製の芝刈り用から、1cmを超える灌木用の超硬度合金を埋め込んだ回転歯まで、用途や対象別に多岐にわたる。
主な種類としては、以下の回転歯がある。
- ナイロンカッター - 主として芝草用。英語では"string trimmer"。回転盤に太めのナイロン紐が複数取り付けられており、高速回転によって、鞭を鋭く叩きつけるのと同じ原理で紐に切断力を与え、草を「叩き」刈る。紐は先端部から徐々に磨耗して行くので、中心部にスプリング付きのリールを内蔵し、リールカバーを地面に接触させることで消耗分のナイロン紐を繰り出す機能もある。金属刃に比べ、対象物が固いもの（太さや硬さのある草や細い樹木、若竹やフェンスなど）に当たると摩耗が早くなったり、ちぎれたりすることもあるが、軽量かつ高速で草を粉砕するため、（刈った雑草を回収しない方法もあるので）効率が良い。柔らかいナイロンを使用するため、人体や樹木に接触したときの安全性も高い。一方で、チップソー使用時よりはるかに高速回転で作業するため、跳ね上げた小石等により住宅や自動車のガラスを破壊したり、人体（特に眼球）に当たるリスクはチップソーより高い。また、エンジン式であれば26cc以上の排気量を有する刈払機が推奨される。これは低速域で使用し続けると作業効率の低下だけでなく、遠心式クラッチの滑りが多発し、高温になったクラッチが周囲の部品を融解させてしまうことがあるからである（冷却装置のプラスチック部分に焦げ跡がついている場合は、この現象が発生したことを示している）。さらに、長期使用による部品の摩耗が原因で重傷事故が起こった例もあり、一定の注意は必要である。1971年にアメリカ・テキサス州ヒューストン在住のジョージ・バラス(George Ballas 1925-2011)が考案したもので、刃物を用いる方式よりも扱いやすく、短期間で広く普及した。なお、ナイロンコード自体も細かくなって周囲の環境に拡散するため、雨などで河川から海洋に流れ出た場合、プラスチックによる海洋汚染問題も危惧される。
- 4枚刃・8枚刃 - 草刈り用。金属製。一定時間ごとに磨り減った刃を、やすりやディスクサンダーで研ぐ必要がある。
- チップソー - 草刈り・山林の下刈り・小枝の切断。先端部に合金チップ（バナジウム鋼）が埋め込まれている。一般的な磨き刃に比べて、先端部の刃先が非常に硬いため、摩耗した場合には細かいダイヤモンド粒子が埋め込まれたやすりで研ぐ必要がある。
- 丸のこ刃 - 草刈り・山林の下刈り・小枝に加え、歯数が多いため、潅木(低木)の切断にも適する。一定時間ごとに磨り減った刃を、やすりで研ぐ必要がある。

## 取り扱い上の注意点

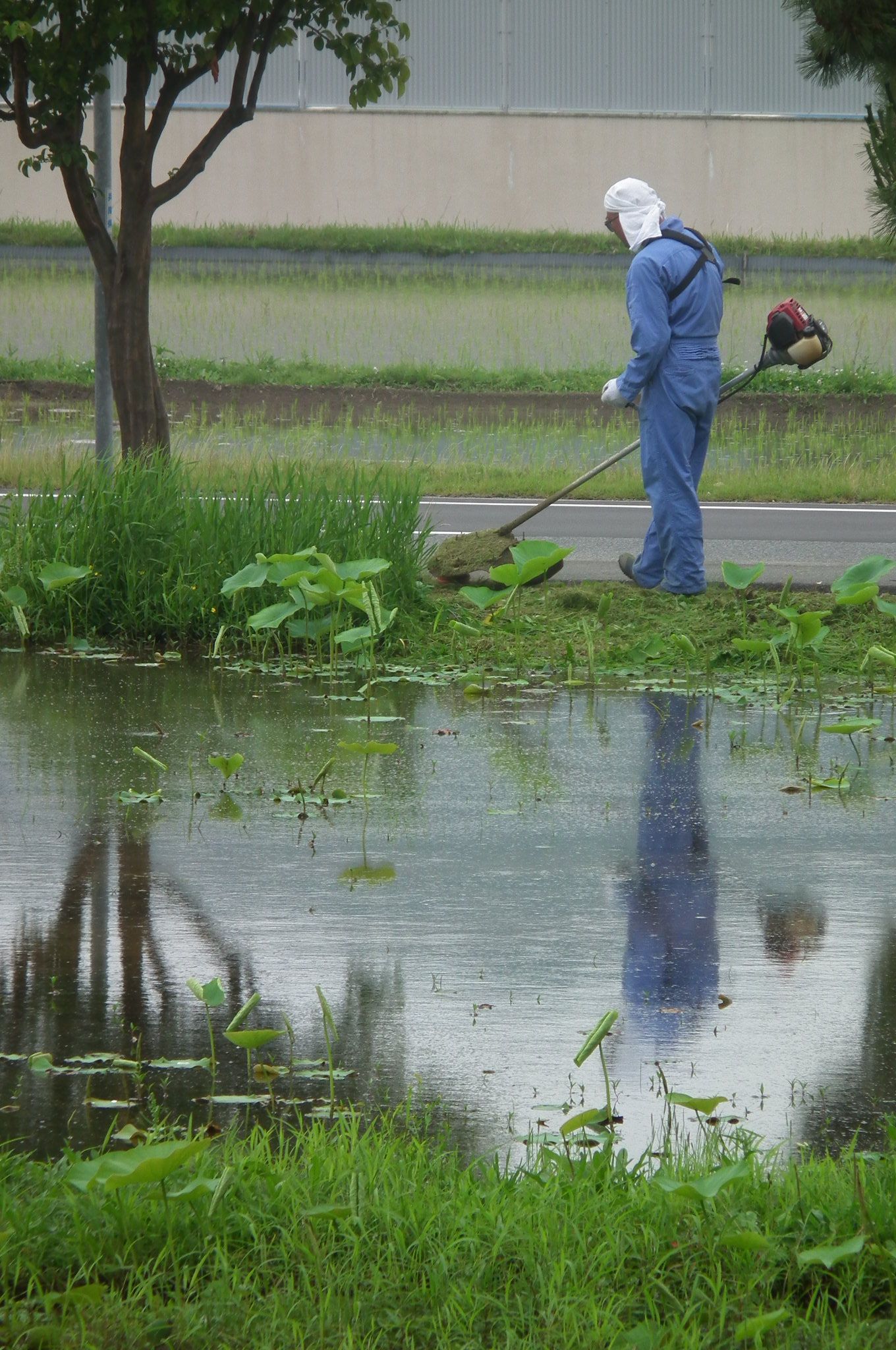
刈払機で草刈をする男性

回転刃が非常に高速で回転するため、刈払い作業には細心の注意を要する。農業機械による負傷事故のうち、刈払機による作業中の事故が、比較的多く発生している。また、刈払機を使う農家の9割が、事故につながりかねないヒヤリ・ハットを体験しているという調査結果が報告されている。
安全のためには、（回転刃が作業者から見て左回転の場合）左へ振るときに草を刈り、右へ戻すときには刈らないようにする必要がある。これは、高速回転している刃の右側が固い草や木の茎に接触し、回転力により刃が押し戻されて、作業者に接触する事故（キックバック）を避けるためである。（ナイロンコード使用時は通常、キックバックは発生しない）
作業の際は、本来であれば刃の手元側に、シャフトを介して防護カバーを装着し作業をする事が法律で義務付けられているが、刈った雑草類がシャフトとカバーの間に挟まって、取り除く手間が増え作業効率が落ちる事を厭うあまり、実際にはこの防護カバーを外したままで刈払い作業を行なう者が後を絶たず、事故の発生要因のひとつとなっている。
実際の使用の際は、肩紐で本体を吊った状態で作業を行なうのが鉄則である。前述のキックバック事故を抑制するには、肩から吊っただけでは不足で、最低でも肩と腰の2本のベルトで身体に固定する必要がある。また、刃に跳ね上げられた砂利が眼に当たると失明する危険もあり、前述の保護カバーを正しく装着したうえで、飛来物用のゴーグルやフェイスシールドを使用しなければならない。さらに排気ガスの吸引を防止するため、マスクを使用する。また、刃に接触して弾き出される石などの飛来物による二次被害が予想される場合は、もう一人の作業員が飛来防止カバーで防護するなどの対策が必要である。
さらに、長時間作業の場合は特に、防振手袋、耳栓も使用すべきである。

## 改造・目的外使用
2022年までに、草刈機を簡易な船外機に改造した製品がインターネット上で販売されるようになった。この改造は、船外機に必要な耐水性や耐食性等など機能を備えていないため事故を招く可能性もあり、海上保安庁が注意喚起を行っている。

## メーカー
- カーツ
- 丸山製作所
- ニッカリ
- ホンダ
- マキタ
- シングウ
- やまびこ（shindaiwaブランド、KIORITZブランド、ECHOブランド）
- 日工タナカエンジニアリング
- ハスクバーナ・ゼノア（旧・コマツゼノア）
- 京セラインダストリアルツールズ（当初はRYOBIブランドとして製造・販売されていたが2021年10月以降の製品より順次KYOCERAブランドに差し替え）
- 山田機械工業（ビーバー）
- STIHL（スチール）
- 和同産業株式会社
- ハイガー株式会社
- 工機ホールディングス
- 株式会社マルナカ
- 鯛勝産業株式会社

## ロボット草刈機
草刈機では自律走行式のものも登場している。これには例えば以下がある：
- Miimo（ホンダ）[3][4]
- ロボモアKRONOS（和同産業）[5]
- Automower（ハスクバーナ・ゼノア）[6]

## 抑草ロボット
抑草ロボットは、雑草が生える前に防ぐロボットで、国内では2012年にアイガモロボの開発が始まった。2019年に有機米デザイン株式会社が設立され（2024年4月1日「(株)NEWGREEN」へ社名変更）、3年間の実証実験を経て、2023年1月に井関農機株式会社から販売が開始された。
海外では、（米国）Ground Control Robotics社のムカデ型ロボットがジョージア州で試験中、（英国）Small Robot Company社の「Dick」は2021年発売予定で、電流で雑草を枯死させる。

### 製品と種類
抑草ロボットには、水田向けのアイガモロボ（GPS自動航行）、複雑な地形向けのムカデ型ロボット、電流で雑草を処理する「Dick」などがある。
- 自動抑草ロボット「グラプレス」（フィールド開発製）

太陽光発電関連を幅広く手がけるロボットベンチャーであるフィールド開発（宇都宮市）が開発し、2019年春の販売開始を予定。従来の方法ではさまざまなリスクがあったが、雑草に強い圧力をかけ続けることで雑草の伸びを抑えようという新しい手法が特徴。
- Dick（（英国）Small Robot Company（スモールロボットカンパニー）製）

農業用小型ロボットの研究開発に取り組む英国の『スモール・ロボット・カンパニー』は、電流を活用した除草技術を有するルート・ウェーブ社と提携し、世界で初めて、化学物質を使用しない精密除草ロボットの開発を進める。
- 水田用自動抑草ロボット「アイガモロボ」

農研機構、有機米デザイン株式会社（現「NEWGREEN」）、東京農工大学、井関農機株式会社が共同で開発し、実証試験を全国36ヵ所で行った。仕組みはロボットが水田を縦横無尽に走り回り水を濁らせることで、雑草の光合成が妨げられ生育を抑制させるというもの。改良型の「アイガモロボ2」が2025年3月に発売となる。
- ムカデ型抑草ロボット（（米国）Ground Control Robotics（グラウンドコントロールロボティクス）製）

ジョージア州アトランタを拠点とするロボットベンチャー「グラウンド・コントロール・ロボティクス」が、ムカデに着想を得て開発。高度な演算処理に頼ることなくスムーズな動作を実現している。

### 応用と利点
主に水田や果樹園で使われ、労働力削減や除草剤不要で環境負荷を下げることが期待される。ただし、初期投資が高額で、技術的課題（地形対応や識別精度）もある。